# 孫柏芳
孙柏芳（1891年—1946年7月23日）奉天省抚顺县人，中华民国、满洲国政治人物。

## 生平
孙柏芳早年毕业于奉天省立法政专门学校。此后历任军需正、少校副官、营长、旅参谋长、东省特别区行政长官公署内务科长、东省特别区市政管理局副局长、东三省保安总司令部参谋、黑龙江省肇州县县长等职。
1931年九一八事变后，孙柏芳于1933年1月任满洲国拜泉县县长。1942年9月任三江省省长，任内于1944年通河事件中说服越狱民众回家，结果使这些民众重新被逮捕。1945年5月任热河省省长。
1945年苏联红军占领热河省后，孙柏芳出任热河省维持会会长。同年11月，孙柏芳被中国共产党领导的热河省民主政府逮捕，1946年7月23日与满洲国民生厅长李葆华、警务厅保安科长徐明遮一同在承德被热河人民特别法庭公审，并被当庭判处死刑，押赴承德万人墓前执行枪决。